# Maschen Rangierbahnhof
Maschen Rangierbahnhof is een spoorwegstation in de Duitse plaats Maschen (gemeente Seevetal), ten zuiden van Hamburg aan de spoorlijn Buchholz - aansluiting Allermöhe. Het is het grootste rangeerterreinen van Europa en het op één na grootste ter wereld.